# Exame da Ordem dos Advogados do Brasil
O Exame da Ordem dos Advogados do Brasil, também conhecido como  Exame de Ordem Unificado, Exame de Ordem ou Prova da OAB é uma avaliação a que se submetem, por força de lei, os bacharéis em Direito no Brasil, em que demonstram que possuem capacitação, conhecimentos e práticas necessários ao exercício da advocacia. Este exame é organizado pela própria Ordem dos Advogados do Brasil.
O exercício da advocacia exige a aprovação na prova da OAB. Até mesmo porque, sem ela, o bacharel em Direito não consegue realizar seu registro e obter sua carteira. Por conseguinte, não poderá exercer a profissão de advogado no território brasileiro.
No exame, que é realizado três vezes por ano, são aplicadas duas provas em dias diferentes. A primeira prova é uma prova objetiva, com 80 questões de múltipla escolha, e a segunda é uma prova prático-profissional, que contém uma peça profissional e quatro questões. Atualmente a instituição responsável pelo exame é a Fundação Getúlio Vargas (FGV).

## O exame
No exame são aplicadas duas provas em dias diferentes. A primeira prova é uma prova objetiva, com 80 questões de múltipla escolha, e a segunda é uma prova prático-profissional, que contém uma peça profissional e quatro questões. Para fazer a segunda o candidato deve acertar o mínimo de 50% das questões objetivas da primeira.

## Histórico
["O Exame de Ordem permite a] aferição da qualificação técnica necessária ao exercício da advocacia em caráter preventivo, com vistas a evitar que a atuação do profissional inepto cause prejuízo à sociedade."— Ministro Luiz Fux, do STF.
Criado inicialmente pela Lei 4215, de 1963, teve sua regulamentação somente pela Lei 8906, de 4 de julho de 1994 - que institui o Estatuto da Ordem dos Advogados do Brasil, que atribui à OAB a competência para, através de provimento, regulamentar os dispositivos do referido Exame de Ordem.
Desde agosto de 2010, por decisão do Colégio de Presidentes de Seccionais da OAB e de sua Diretoria, a FGV é a responsável pela realização do Exame de Ordem Unificado. No dia 4 de agosto de 2010, o Conselho Federal da entidade rescindiu unilateralmente o contrato que mantinha com a Fundação Universidade de Brasília (FUB) para a realização das provas, serviço que ela prestou no primeiro semestre por meio do Centro de Seleção e Promoção de Eventos (Cespe/UnB) quando o exame foi unificado nacionalmente.
Em 26 de outubro de 2011 o Supremo Tribunal Federal em decisão unânime declarou a constitucionalidade do exame.
Em 2011 houve 108 335 inscritos, dos quais apenas 24% foram aprovados. A Bahia foi o estado com maior percentual de aprovação, com 30,64%, seguido por Santa Catarina e Rio Grande do Sul (29,09% e 28,78%, respectivamente).
O XXIII Exame realizado em 2017 teve um percentual de aprovação de apenas 17,07%, ou seja, 82,93% de reprovação.
| Estatísticas do Exame de Ordem Unificado | Estatísticas do Exame de Ordem Unificado | Estatísticas do Exame de Ordem Unificado | Estatísticas do Exame de Ordem Unificado | Estatísticas do Exame de Ordem Unificado | Estatísticas do Exame de Ordem Unificado |
| Edição                                   | Ano                                      | Inscritos                                | Aprovados na 1ª fase                     | Aprovados na 2ª fase                     | Aprovados em %                           |
| ---------------------------------------- | ---------------------------------------- | ---------------------------------------- | ---------------------------------------- | ---------------------------------------- | ---------------------------------------- |
| XXXVI                                    | 2023.3                                   |                                          |                                          |                                          |                                          |
| XXXV                                     | 2022.2                                   |                                          |                                          |                                          |                                          |
| XXXIV                                    | 2022.1                                   |                                          |                                          |                                          |                                          |
| XXXIII                                   | 2021.2                                   | 151.235                                  |                                          |                                          |                                          |
| XXXII                                    | 2021.1                                   | 220.000                                  | 53.000                                   |                                          |                                          |
| XXXI                                     | 2020.1                                   | 130.000                                  | 28.531                                   |                                          |                                          |
| XXX                                      | 2019.3                                   | 131.032                                  |                                          | 22.289                                   | 17,01%                                   |
| XXIX                                     | 2019.2                                   | 118.251                                  |                                          | 27.760                                   | 23,48%                                   |
| XXVIII                                   | 2019.1                                   | 134.791                                  |                                          | 32.335                                   | 23,99%                                   |
| XXVII                                    | 2018.3                                   | 127.318                                  |                                          | 15.143                                   | 11,89%                                   |
| XXVI                                     | 2018.2                                   | 124.004                                  |                                          | 22.551                                   | 18,19%                                   |
| XXV                                      | 2018.1                                   | 140.427                                  |                                          | 28.630                                   | 20,39%                                   |
| XXIV                                     | 2017.3                                   | 125.042                                  |                                          | 29.905                                   | 23,92%                                   |
| XXIII                                    | 2017.2                                   | 115.000                                  |                                          | 19.639                                   | 17,07%                                   |
| XXII                                     | 2017.1                                   | 136.230                                  |                                          | 32.244                                   | 23,67%                                   |
| XXI                                      | 2016.3                                   | 121.784                                  |                                          | 19.129                                   | 15,71%                                   |
| XX                                       | 2016.2                                   | 125.508                                  |                                          | 25.239                                   | 20,10%                                   |
| XIX                                      | 2016.1                                   | 141.472                                  |                                          | 18.791                                   | 13,28%                                   |
| XVIII                                    | 2015.3                                   | 136.984                                  |                                          | 28.963                                   | 21,14%                                   |
| XVII                                     | 2015.2                                   | 135.473                                  |                                          | 38.255                                   | 28,23%                                   |
| XVI                                      | 2015.1                                   | 133.549                                  |                                          | 27.860                                   | 20,86%                                   |
| XV                                       | 2014.3                                   | 122.501                                  |                                          | 32.591                                   | 26,60%                                   |
| XIV                                      | 2014.2                                   | 122.254                                  |                                          | 27.828                                   | 22,76%                                   |
| XIII                                     | 2014.1                                   | 126.535                                  |                                          | 21.076                                   | 16,65%                                   |
| XII                                      | 2013.3                                   | 122.354                                  |                                          | 16.662                                   | 13,62%                                   |
| XI                                       | 2013.2                                   | 97.839                                   |                                          | 13.885                                   | 14,19%                                   |
| X                                        | 2013.1                                   | 120.944                                  |                                          | 33.954                                   | 28,07%                                   |
| IX                                       | 2012.3                                   | 118.562                                  |                                          | 13.151                                   | 11,43%                                   |
| VIII                                     | 2012.2                                   | 118.763                                  | 19.960                                   | 13.301                                   | 11,60%                                   |
| VII                                      | 2012.1                                   | 111.909                                  | 28.783                                   | 16.419                                   | 14,67%                                   |
| VI                                       | 2011.3                                   | 101.246                                  | 46.859                                   | 25.912                                   | 25,59%                                   |
| V                                        | 2011.2                                   | 108.355                                  | 50.624                                   | 26.024                                   | 24,01%                                   |
| IV                                       | 2011.1                                   | 121.380                                  | 21.970                                   | 18.234                                   | 15,02%                                   |
| III                                      | 2010.3                                   | 106.891                                  | 23.587                                   | 12.534                                   | 11,73%                                   |
| II                                       | 2010.2                                   | 106.041                                  | 28.975                                   | 12.534                                   | 16,00%                                   |
| I                                        | 2010.1                                   | 95.764                                   | 26.778                                   | 13.435                                   | 14,03%                                   |